# Fathi Hassan
Fathi Hassan, född 10 maj 1957 i Kairo, är en egyptisk konstnär (måleri, skulptur, installation).